# Sân khấu kịch Thiên Đăng
Sân khấu kịch Thiên Đăng (tên giao dịch: Công ty Trách nhiệm hữu hạn Sân khấu - Nghệ thuật Thiên Đăng) là một sân khấu kịch tư nhân, chủ yếu trình diễn các tác phẩm kịch nói. Sân khấu có trụ sở chính tại tầng 12B, tòa nhà IMC, số 62 Trần Quang Khải, phường Tân Định, Quận 1, thành phố Hồ Chí Minh. Được thành lập vào tháng 7 năm 2023 bởi NSƯT Thành Lộc. Tối ngày 20 tháng 9 năm 2023, sân khấu kịch Thiên Đăng đã chính thức ra mắt với vở diễn Giáng Hương.

## Diễn viên cộng tác

### Đang cộng tác
| - NSƯT Thành Lộc - NSƯT Hữu Châu - NSND Kim Xuân - NSƯT Cao Đức Xuân Hồng - Tuấn Khôi - Hương Giang - Vân Trang - Ngọc Lan - Phi Phụng - Phương Dung - Huy Tứ - Hoàng Thái Quốc - Lương Thế Thành - Lê Phương - Tường Vi - Lê Hoàng Giang - Don Nguyễn - Công Dũng - Hồ Giang Bảo Sơn - Mạnh Hùng - Ngọc Xuyên | - Quốc Trung - Nguyễn Quốc Trường Thịnh - Mai Thanh Tú - Kiều Ngân - Trang Tuyền - Thành Khôn - Nghiêm Nhi - Trương Hạ - Ngô Phương Anh - Xuân Phạm - Huy An - Ngọc Thủy - Xuân Phạm |

### Đã cộng tác
- NSƯT Mỹ Duyên
- Đông Hải
- Hoàng Trinh
- Tuấn Khải
- Lê Khánh
- Quyên Qui

## Tác phẩm
| Năm công diễn | Tên vở diễn                           | Đạo diễn            | Ghi chú |
| ------------- | ------------------------------------- | ------------------- | --- |
| 2023          | Giáng Hương                           | NSƯT Thành Lộc      | Chuyển thể kịch nói từ vở cải lương Sân khấu về khuya của soạn giả NSND Năm Châu                                                            |
| 2023          | Lộ hàng – Leaked                      | NSƯT Thành Lộc      | |
| 2023          | Ngôi nhà trong mây                    | Tuấn Khôi           | |
| 2023          | Duyên thệ                             | NSƯT Hữu Châu       | Cảm tác dựa trên tiểu thuyết Bỏ vợ và Bức thư hối hận của nhà văn Hồ Biểu Chánh                                                             |
| 2023          | Ngũ quý tương phùng                   | Tuấn Khôi           | |
| 2024          | Nội tình của ngoại tình               | Lê Hoàng Giang      | Cảm tác dựa trên vở hài kịch Số phận trớ trêu (The irony of fate, or enjoy your bath) của hai nhà viết kịch Emil Braginsky và Elda Ryazanov |
| 2024          | Cô giáo Duyên                         | Lê Hoàng Giang      | Cảm tác dựa trên tác phẩm Ngôi nhà không có đàn ông của nhà văn Ngọc Linh                                                                   |
| 2024          | Những con ma nhà hát                  | NSƯT Thành Lộc      | |
| 2024          | Chuyến đò định mệnh                   | NSND Trần Minh Ngọc | Được dựng từ kịch bản Đến bờ bên kia của tác giả Nguyễn Huy Thiệp                                                                           |
| 2025          | 13 đức thầy – Đức thầy 13             | NSƯT Thành Lộc      | |
| 2025          | Xóm vịt trời                          | Tuấn Khôi           | |
| 2025          | Nơi bắt đầu kết thúc                  | Huy An              | |
| 2025          | Cuộc phiêu lưu vào Vương quốc Tâm hồn | Oril Nguyễn         | Vở kịch thiếu nhi đầu tiên của Sân khấu Thiên Đăng                                                                                          |

## Giải thưởng
- Giải B tác phẩm sân khấu của Hội Sân khấu Thành phố Hồ Chí Minh.[11][12]

| Năm  | Giải thưởng                               | Hạng mục               | Đề cử          | Kết quả         | Ghi chú                            |
| ---- | ----------------------------------------- | ---------------------- | -------------- | --------------- | ---------------------------------- |
| 2023 | Giải Mai Vàng                             | Vở diễn sân khấu       | Giáng Hương    | Đề cử           | Đạo diễn NSƯT Thành Lộc            |
| 2023 | Giải Mai Vàng                             | Nam diễn viên sân khấu | NSƯT Thành Lộc | Đề cử           | vai Lĩnh Nam của vở Giáng Hương    |
| 2023 | Giải Mai Vàng                             | Nữ diễn viên sân khấu  | Lê Khánh       | Đoạt giải       | vai Giáng Hương của vở Giáng Hương |
| 2024 | Liên hoan Sân khấu TP.HCM, lần I năm 2024 | Nam diễn viên sân khấu | NSUT Thành Lộc | Huy chương Vàng | vai Lĩnh Nam của vở Giáng Hương    |
| 2024 | Liên hoan Sân khấu TP.HCM, lần I năm 2024 | Nam diễn viên sân khấu | NSUT Hữu Châu  | Huy chương Vàng | vai Ba Hoài của vở Giáng Hương     |
| 2024 | Liên hoan Sân khấu TP.HCM, lần I năm 2024 | Nữ diễn viên sân khấu  | Lê Khánh       | Huy chương Vàng | vai Giáng Hương của vở Giáng Hương |
| 2024 | Liên hoan Sân khấu TP.HCM, lần I năm 2024 | Nữ diễn viên sân khấu  | Hương Giang    | Huy chương Bạc  | vai Liễu Mỹ Huệ của vở Giáng Hương |
| 2024 | Liên hoan Sân khấu TP.HCM, lần I năm 2024 | Nữ diễn viên sân khấu  | Ngô Phương Anh | Huy chương Bạc  | vai Mỹ Tiên của vở Giáng Hương     |
| 2024 | Liên hoan Sân khấu TP.HCM, lần I năm 2024 | Vở diễn sân khấu       | Giáng Hương    | Huy chương Vàng | Đạo diễn NSƯT Thành Lộc            |